# Ophion algiricus
Ophion algiricus es una especie de insecto del género Ophion, familia Ichneumonidae.

## Historia
Fue descrito por primera vez en 1905 por Szepligeti.